# 决策到决策路径
決策到決策路徑（decision-to-decision path）是指當用控制流圖表示程式時，一條不包含任何決策節點的路徑，換句話說，決策到決策路徑是介於二個決策點中的路徑。
決策點是類似if-else指令或for迴圈一様，會根據變數的數值決定後續執行程式的節點。
決策到決策路徑有以下的特性：
- 啟始節點和結束節點不是同一個節點。
- 除啟始節點和結束節點外，所有節點的入度及出度均為1，也就是每個節點都只是一個邊的起點和一個邊的終點。

若利用控制流程圖計算循環複雜度時，每一個決策到決策路徑均可以簡化為一個節點，不會影響循環複雜度的計算。